# Умек, Урош
Урош Умек (словен. Uroš Umek, родился 16 мая 1976 года в Любляне), также известный как DJ Umek или Fotr — словенский музыкант, диджей и продюсер.

## Биография и карьера

### Знакомство с электронной музыкой
Музыкой Урош стал увлекаться с того момента, как ему был подарен радиоприёмник. Первое музыкальное знакомство было с такими исполнителями, как Майкл Джексон, Modern Talking, Falco и Даниэлем Поповичем, участником ESC-1983. Параллельно Урош увлекался баскетболом и входил в юниорскую сборную Словении, что и подтолкнуло его к увлечению электронной музыкой. Однако он был одним из немногих, кто всерьёз увлекался электронной музыкой.
В 1993 году он запустил на люблянском Альтернативном Радио Студентов ночную программу «Cool Night», посвящённую электронной музыке. Совместно с ним работали пионеры этого направления: Примож Печовник (будущий владелец лейбла Matrix Music), Бране Зорман (MC Brane) и Альдо Иванчич. С этого момента началась музыкальная карьера Умека.

### Любительская работа
Умек начал организовывать некоторые техно-вечеринки в словенских городах. Хотя они проходили подпольно, словенская полиция не препятствовала действиям Умека, так как, по словам диджея, «они просто не знали, что делать», и популярность электронной музыки стала расти с каждым днём.
Развитие таланта Умека продолжилось после встречи с ещё одним пионером электронной музыки — DJ Alf. Умек принял участие в записи нескольких композиций Альфа и совместно со своим новым коллегой выступил в клубе «Palma». После выступления Альф предложил Умеку работать в клубе «K4», и Урош согласился. Именно этот клуб стал самым известным ночным клубом Любляны, где организовывал свои дискотеки Умек. Там же молодой диджей стал продвигать разнообразные музыкальные проекты: Clox, Random Logic, Anna Lies и многие другие.
Умек для продолжения карьеры вынужден был искать оборудование для звукозаписи, которое было в дефиците в Словении. Диджею приходилось ездить в Мюнхен (500 км от Любляны), чтобы закупить там всю технику. Там же Умек познакомился с рэйв-сценой и впервые посетил фестиваль «Техномания». С этого момента он решил начать профессиональную карьеру диджея.

### Профессиональная карьера
После визита техно-фестиваля Умек стал организовывать гастрольные туры в Германию, проводя рэйв-вечеринки. По словам Уроша, эти гастроли были очень тяжёлыми и на следующий день после концерта ему трудно было приходить в себя. Однако популярность Умека росла: в конце концов, диджей принял участие в крупнейшем фестивале электронной музыки Ambasada Gavioli. Умек вспоминает, что когда провёл первую рэйв-вечеринку в небольшом словенском посёлке, его чуть не арестовали за нарушение общественного порядка, а в газетах деятельность диджея осудили.
Умек экспериментировал с разнообразными стилями музыки: от техно до хауса и от рэйва до электро, что приносило ему не меньшую популярность. Некоторое время он работал только с хаус-композициями, но затем вернулся в жанр техно. Фанаты Умека есть не только в Словении и Германии, но и других странах.
В данный момент Умек активно сотрудничает со словенской группой Laibach, составив несколько ремиксов на их песни из альбома Anthems.

## Инструменты
Первые музыкальные инструменты, которые использовал Умек, были 8-битными (4 моно-канала). Умек, пытаясь улучшить качество звука, около 16 часов в день проводил у себя дома, улучшая семплеры и синтезатор. Часто ему не хватало оборудования (например, аудиомагнитофона), которое было очень трудно приобрести в Словении. К счастью, нашлись спонсоры, которые помогли Умеку отыскать нужную технику.

## Дискография

### Альбомы
- Urtoxen EP – Black Nation (1998)
- Lanicor – Consumer recreation (1999)
- Diflevon EP – CLR (1999)
- Gluerenorm EP -Spiel-Zeug Schallplatten (2000)
- Oranozol – Jericho (2001)
- Mumps: Mechanisms M-P – Tortured Records (2001)
- Gatex – Magik Musik (2002)
- Tikonal – Nova Mute (2002)
- Neuro – Tehnika (2002)
- The Exorcisor – Recycled Loops (2003)
- Disconautiks 1 – STX Records (2004)
- Zulu Samurai – Recon Warriors (2004)
- Another Matter Entirely – Jesus Loved You (2006)
- I Am Ready EP – Astrodisco (2006)
- Overtake And Command – CodeX (2006)
- Akul – Audiomatique (2006)
- Posing as me – Earresistible Musick (2006)
- Carbon Occasions – Earresistible Musick (2007)
- Print this Story – Manual (2007)
- Umek & I turk: Anxious On Demand – Confused Recordings (2007)
- Pravim Haos – Cocoon Recordings (2009)
- Hell Archetypes - Filth on Acid (2018)
- Environs Suara - Tronic (2018)
- Collision Wall - Tronic (2018)
- Eliminating The Need (with D-Unity) - Suara (2019)
- Brethren - Filth on Acid (2019)
- 19119 - 1605 (2019)
- Vibrancy - 1605 (2019)
- RAVAGED - 1605 (2019)

### Ремиксы
- Ben Long: RMX Umek Potential 5
- Space DJz: RMX Umek Potential 6
- La Monde vs. Levatine: RMX Umek Monoid 21
- Jamie Bissmire & Ben Long: Ground 8
- Lucca: Mirrage / Umek rmx – Acapulco records
- Laibach: Tanz Mit Laibach – Umek Rmx (Novamute)
- Depeche Mode: I feel Loved – Umek remix (NovaMute, Pias)
- Nathan Fake: Outhouse – Umek Astrodisco rmx (Recycled Loops)
- Julian Jeweil: Air Conditionne – Umek remix (Skryptom)